# Episema roseoflava
Episema roseoflava là một loài bướm đêm trong họ Noctuidae.